# Amanita abrupta
Amanita abrupta é um fungo que pertence ao gênero de cogumelos Amanita na ordem Agaricales. Produz um corpo de frutificação cujo píleo ("chapéu") é branco e mede até 10 cm de diâmetro. Tem forma convexa quando jovem, mas depois fica cada vez mais achatado, adquirindo uma depressão central. Sua superfície é verrucosa e as verrugas são menores e mais numerosas próximo das margens. O tronco do cogumelo, também branco, atinge até 12,5 cm de altura; ele é liso, sólido, e bastante alargado na base, formando um bulbo com algumas ranhuras longitudinais. Foi por conta deste aspecto abruptamente bulboso da estipe, ao invés de gradualmente afilada (como nos outros cogumelos), que a espécie recebeu o epíteto abrupta.
Considerada comum no sudeste dos Estados Unidos, a espécie foi descrita cientificamente pelo norte-americano Charles Horton Peck em 1897, com base num espécime achado em Auburn, Alabama. O fungo pode ser encontrado na natureza desde Quebec, no Canadá, até o México; e há ainda registro de sua ocorrência na República Dominicana. Como a maioria dos outros Amanita, acredita-se que A. abrupta forme uma relação simbiótica através de micorrizas com determinadas espécies de árvores, tais como a faia, bétula, abeto, tsuga, carvalho e choupo. Os cogumelos crescem sobre o solo, geralmente solitários, em florestas mistas de coníferas e de caducifólias, normalmente durante o outono. Sua ingestão não é recomendável pois sua comestibilidade é desconhecida.

## Taxonomia
A espécie Amanita abrupta foi descrita pela primeira vez pelo micologista norte-americano Charles Horton Peck em 1897, com base num espécime que ele encontrou em Auburn, no estado do Alabama. Devido ao fato dos remanescentes da volva não estarem presentes no bulbo de espécimes maduros secos, Peck defendeu que a espécie deveria ser agrupada junto com Amanita rubescens e A. spissa. Atualmente, A. abrupta possui dois sinônimos, que são binômios resultantes de transferências entre gêneros feitas por Jean-Edouard Gilbert para o Lepidella, em 1928, e Aspidella, em 1940. Ambos os gêneros foram posteriormente incorporados ao Amanita.
A. abrupta é a espécie tipo da seção Lepidella do gênero Amanita, no subgênero Lepidella, um agrupamento de cogumelos Amanita relacionados entre si e caracterizados por possuírem esporos amiloides. Outras espécies norte-americanas neste subgênero incluem A. atkinsoniana, A. chlorinosma, A. cokeri, A. daucipes, A. mutabilis, A. onusta, A. pelioma, A. polypyramis, A. ravenelii e A. rhopalopus. As espécies europeias e asiáticas (também na seção Lepidella) que são filogeneticamente relacionadas — próximas entre si na árvore da vida da evolução — incluem A. solitaria, A. virgineoides e A. japonica.
A epíteto específico abrupta refere-se ao formato da base da estipe (o "tronco" do cogumelo), que é "inchada". Ela se alarga abruptamente em vez de ficar gradualmente afilada, como ocorre normalmente na maioria dos outros cogumelos. O nome popular da espécie em língua inglesa é "American abrupt-bulbed Lepidella".

## Descrição

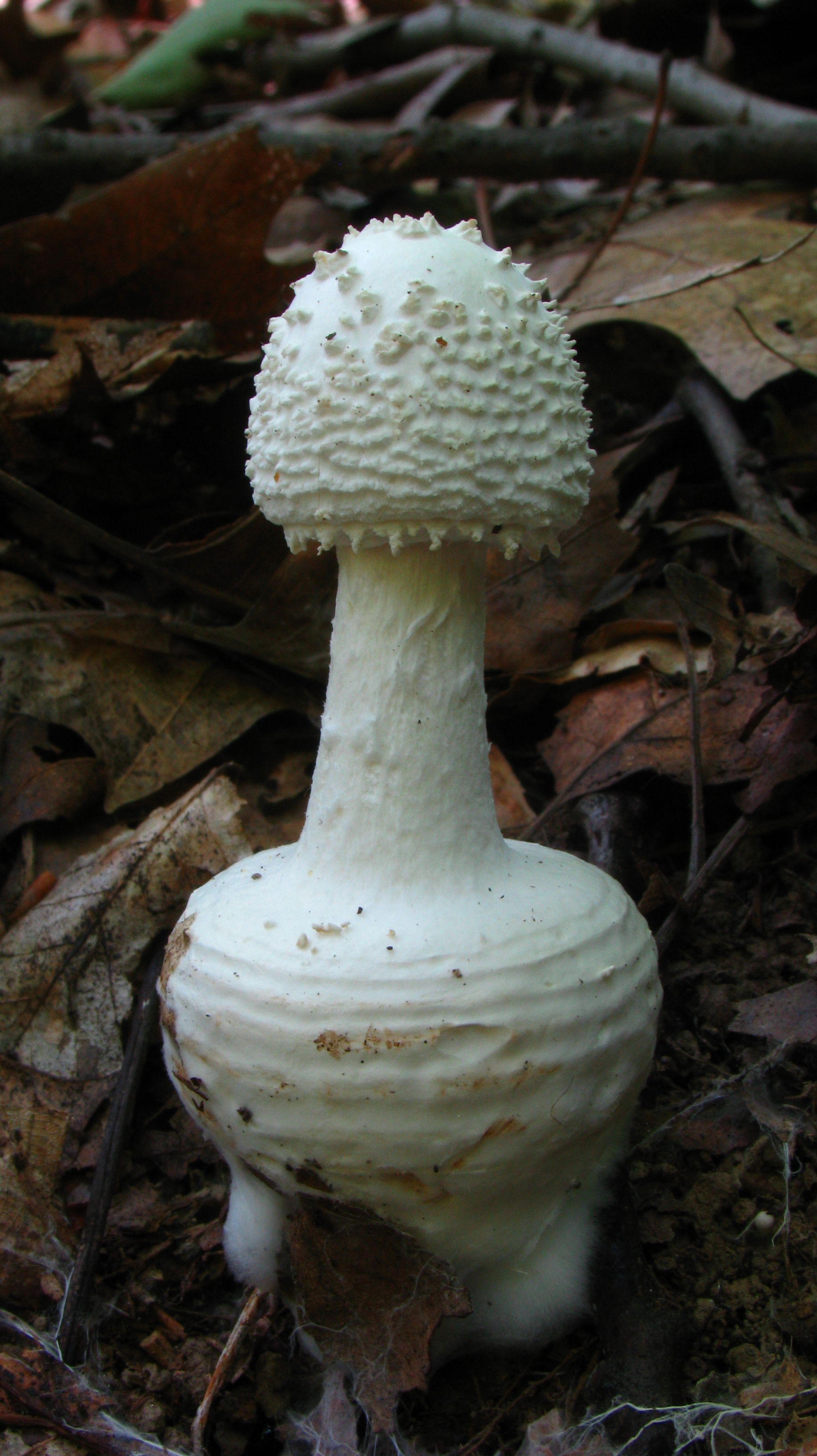
Espécime jovem.

Em Amanita abrupta, assim como na maioria dos cogumelos, a maior parte do organismo se encontra invisível sob o solo na forma de um agregado de células fúngicas que constituem as hifas; sob condições ambientais adequadas, a estrutura reprodutiva visível (corpo de frutificação) se desenvolve. O píleo – o "chapéu" do cogumelo – de A. abrupta tem um diâmetro de 4 a 10 centímetros, e possui uma forma amplamente convexa quando jovem, mas com o passar do tempo pode ficar cada vez mais achatado. A parte central do chapéu adquire uma depressão em espécimes maduros. A superfície do píleo é verrucosa - coberta com pequenas verrugas angulares ou piramidais eretas (1 a 2 mm de altura por 1 a 2 mm de largura na base); as verrugas são menores e mais numerosas próximo das margens do chapéu, e pequenos fragmentos de tecido podem estar pendurados na lateral das bordas. Tanto a superfície do chapéu, como as verrugas e a carne são brancas. As verrugas podem ser facilmente destacadas do chapéu, e em espécimes maduros é comum terem total ou parcialmente desaparecido. As lamelas brancas estão dispostas moderadamente umas próxima das outras, atingindo a estipe, mas não diretamente ligadas a ela.
A delgada estipe (o "tronco" do cogumelo) mede entre 6,5 e 12,5 centímetros de altura, e possui um diâmetro de apenas 0,5 a 1,5 cm. É branca, lisa (glabra), sólida (isto é, não é oca internamente), e tem uma base de forma abruptamente bulbosa, parecendo com uma esfera achatada; ela pode desenvolver fendas longitudinais nos lados. A base está geralmente ligada a um micélio branco abundante - um lembrete visual de que a maior parte do organismo encontra-se invisível, abaixo da superfície do solo. O anel é membranoso e persistente (não desaparece com o tempo), e pode ser estar ligado à estipe através de fibras brancas. O cogumelo não tem um odor distinto. Sua comestibilidade é desconhecida; com efeito, de um modo geral, não é recomendável ingerir cogumelos do gênero Amanita de comestibilidade questionável.

### Características microscópicas

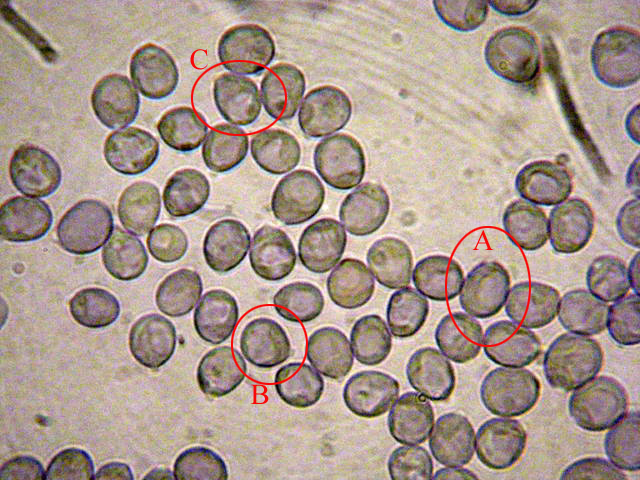
Esporos com paredes lisas

Amanita abrupta tem impressão de esporos, uma técnica usada na identificação de fungos, de cor branca. Vistos com o auxílio de um microscópio, os esporos são amplamente elípticos ou aproximadamente esféricos, lisos, com paredes finas, e têm dimensões de 6,5 a 9,5 por 5,5 por 8,5 micrômetros (µm). Os esporos são amiloides (o que significa que eles absorvem iodo quando corados com o reagente de Melzer). Os basídios (as células que carregam os esporos nas bordas das lamelas) possuem quatro esporos cada e medem 30 a 50 por 4 a 11 µm. As bases dos basídios têm fíbulas: pequenos ramos que conectam células vizinhas para permitir a passagem dos produtos da divisão nuclear. A cutícula do chapéu (o pileipellis) compreende uma camada de hifas filamentosas densamente entrelaçadas e vistosamente gelatinizadas que medem de 3 a 8 µm de diâmetro. O tecido do tronco é feito de hifas finas, esparsas e orientadas longitudinalmente, medindo 294 por 39 µm.

## Espécies semelhantes

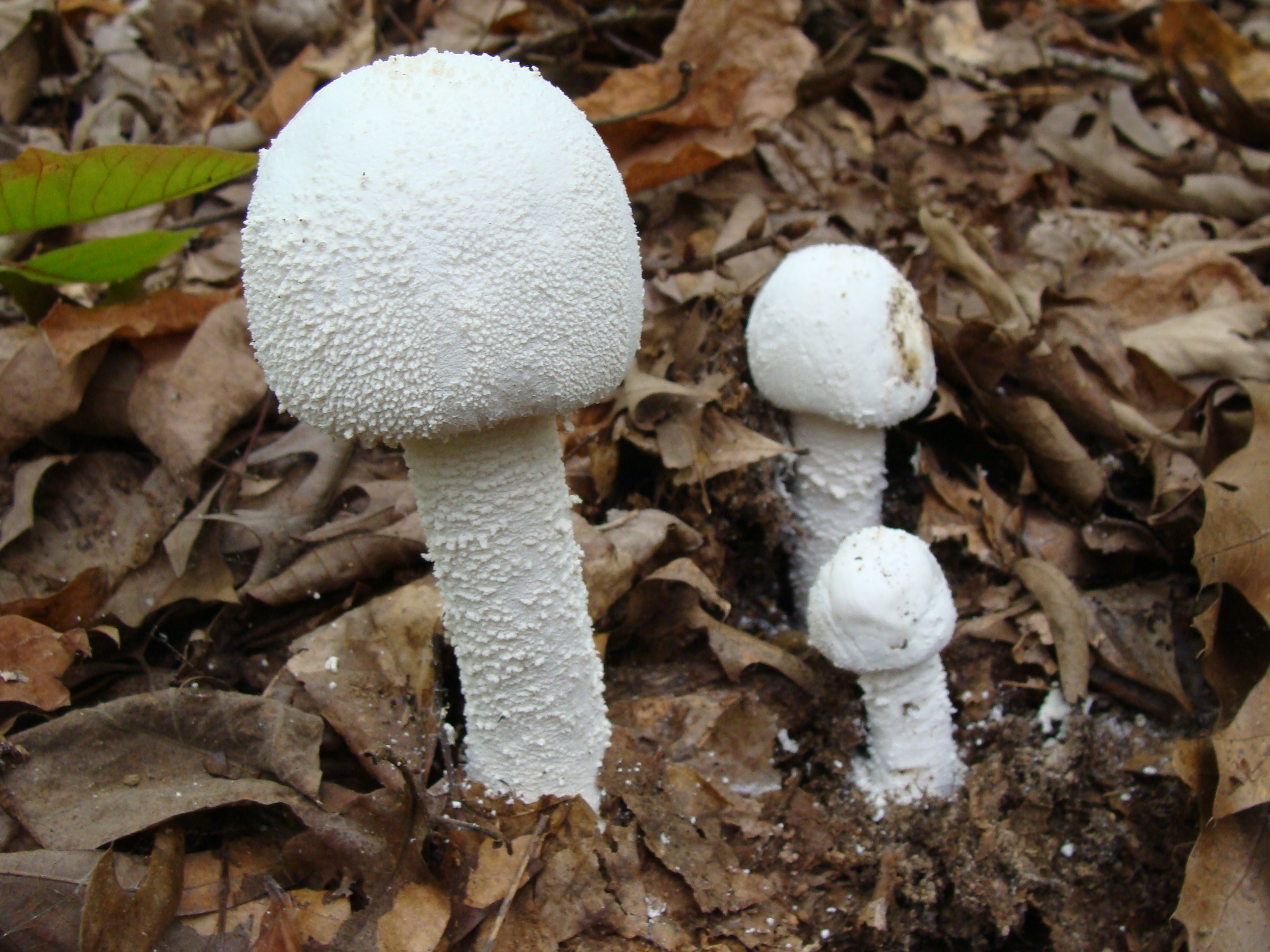
A. polypyramis é parecido com A. abrupta, mas não tem o bulbo na base do tronco.

Os corpos de frutificação de Amanita kotohiraensis, uma espécie encontrada apenas no Japão, têm uma semelhança superficial com os de A. abrupta; mas A. kotohiraensis difere por ter delicados tufos de pêlos lanosos (restos da volva) espalhados pela superfície do chapéu. Além disso, suas lamelas têm cor amarelo pálido. Os corpos de frutificação de A. polypyramis também foram apontados como sendo semelhantes aos de A. abrupta; no entanto, eles tendem a ter chapéus maiores, de até 21 cm de diâmetro, um anel frágil que eventualmente murcha, e esporos um pouco maiores, medindo normalmente 9 a 14 por 5 a 10 micrômetros (µm). O tamanho e a propriedade amiloide dos esporos são características fiáveis para ajudar a distinguir exemplares de A. abrupta cujos troncos não são evidentemente bulbosos de outras espécies semelhantes.
Os micologistas Tsuguo Hongo e Rokuya Imazeki sugeriram na década de 1980 que o cogumelo japonês A. sphaerobulbosa era sinônimo do norte-americano A. abrupta. No entanto, um estudo de 1999 sobre espécimes Amanita em herbários japoneses concluiu que eles realmente estavam intimamente relacionados, mas pertenciam a espécies distintas devido a diferenças na forma dos esporos e na microestrutura dos remanescentes volvais. Outra espécie parecida, A. magniverrucata, pode ser diferenciada de A. abrupta por um certo número de características: o véu universal está claramente separado da carne do chapéu; as verrugas volvais desaparecem mais rapidamente porque a superfície da cutícula do chapéu fica gelatinizada; o véu parcial é mais persistente; os esporos são menores e mais ou menos esféricos; no lado inferior do véu parcial, a estipe tem fibrilas superficiais que são desenhadas para cima, de modo a assemelhar-se um pouco a uma cortina (uma cobertura protetora, parecida com uma teia, ao longo da superfície que contém os esporos imaturos); A. magniverrucata tem uma distribuição conhecida limitada à costa sudoeste da América do Norte.

## Habitat, distribuição e ecologia
Os corpos de frutificação de A. abrupta crescem sobre o solo, geralmente solitários, em florestas mistas de coníferas e de caducifólias, normalmente durante o outono. A frequência com que os cogumelos aparecem depende de vários fatores, tais como a estação do ano, localização, temperatura e pluviosidade. O cogumelo tem sido descrito como comum no sudeste dos Estados Unidos; no Texas, é apontado como infrequente, mas é comum no Big Thicket National Preserve. Como a maioria das outras espécies de Amanita, acredita-se que A. abrupta forme uma relação simbiótica através de micorrizas com determinadas espécies de árvores. Trata-se de um relacionamento mutuamente benéfico, no qual as hifas do fungo crescem em torno das raízes das árvores, possibilitando que o fungo receba umidade, proteção e subprodutos nutritivos do vegetal; em contrapartida, oferece à árvore maior acesso aos nutrientes do solo.
Na natureza, Amanita abrupta está amplamente distribuída em todo o leste da América do Norte, onde se estende ao norte até Quebec, no Canadá, e para o sul adentra o território mexicano. O micologista norte-americano Orson K. Miller afirmou ter encontrado o cogumelo na República Dominicana, onde parecia estar crescendo em associação micorrízica com pinheiros. Michael Kuo também menciona uma associação desse tipo com árvores de madeira-de-lei e coníferas, enquanto Rodham Tulloss lista árvores hospedeiras preferenciais adicionais, tais como a faia, bétula, abeto, tsuga, carvalho e choupo. No entanto, foi demostrado experimentalmente que A. abrupta não forma micorrizas com o pinheiro Pinus virginiana.

## Toxicidade
A ingestão do corpo de frutificação de Amanita abrupta é muito tóxica para o fígado. Experimentos de laboratório demonstraram que ratos que ingeriram extratos do cogumelo desenvolveram sintomas semelhantes aos de uma infecção por cólera. O consumo de uma dose letal mínima do extrato do fungo (equivalente a 4,5 gramas de cogumelo por quilo de peso do rato) provoca prostração no animal seis horas após o consumo; em seguida, o rato tem diarreia e, eventualmente, morre entre 24 e 48 horas após a administração do extrato. Em 1978, na cidade de Nagano, no Japão, duas mulheres morreram devido a envenenamento por fungos, e suspeitou-se que essas mortes foram causadas por A. abrupta. Os sintomas foram caracterizados pelo aparecimento súbito de vômitos, diarreia e desidratação, após 10 a 20 horas da ingestão. Embora não seja tão tóxico como A. virosa e A. phalloides, o cogumelo causa uma série de danos no fígado semelhantes aos produzidos por estas espécies. Estes efeitos incluem uma diminuição nos níveis de açúcar no sangue, depleção de carboidratos (glicogênio hepático) e aumento dos níveis de transaminases.

### Compostos bioativos
Foram isolados uma série de novos aminoácidos não proteicos a partir de amostras de A. abrupta, entre os quais estão o ácido (2S,4Z)-2-amino-5-cloro-6-hidroxi-4-hexenoico; o ácido D,L-2-amino-4-pentinoico (0,257% v/v) e o ácido L-2-amino-4,5-hexadienoico (0,911% v/v). Este último parece ser o principal responsável pelos efeitos tóxicos do fungo. Os dois últimos compostos foram também encontrados em A. solitaria e A. pseudoporphyria. O ácido D,L-2-amino-4-pentinoico (também conhecido como propargilglicina) inibe enzimas envolvidas no metabolismo de certos aminoácidos tais como a metionina e cistationina no fígado. Esta substância também demonstrou ser capaz de inibir ligeiramente a via metabólica da glicogenólise em hepatócitos de ratos.